# Al Mankhool
 Al Mankhool è un quartiere di Dubai, si trova nel settore occidentale di Dubai nella zona di Bur Dubai.

## Geografia fisica
Al Mankhool è in gran parte una zona residenziale, tuttavia, diversi ristoranti, alberghi e società di servizi finanziari (come la Citibank e la National Bank of Dubai) si trovano in Al Mankhool.